# Escarpa Kirwan
 
A escarpa Kirwan (em norueguês:  Kirwanveggen) é uma escarpa proeminente com face para o noroeste que se situa ao sul do Depressão Penck na Terra da Rainha Maud. A escarpa é caracterizada por penhascos de altura moderada e aguilhões rochosos proeminentes com geleiras e ladeiras de gelo íngremes e tende para nordeste-sudoeste por cerca de 90 milhas. Pelo menos na extremidade norte desta característica (Penhascos Neumayer) foi incluída fotografia aérea da área geral pela Expedição Antártica Alemã (1938–39), mas os mapas resultantes dessa expedição não retratam a escarpa adequadamente. A escarpa foi nomeada pelo cartógrafos noruegueses a partir de levantamento e de fotos aéreas (1958–59) e recebeu o nome de Laurence P. Kirwan, Diretor da Royal Geographical Society.